# 10 maggio
Il 10 maggio è il 130º giorno del calendario gregoriano (il 131º negli anni bisestili), mancano 235 giorni alla fine dell'anno.

## Eventi
- 946 – Consacrazione di papa Agapito II
- 1166 – Incoronazione di re Guglielmo II di Sicilia nella Cattedrale di Palermo
- 1291 – I nobili scozzesi riconoscono l'autorità di re Edoardo I d'Inghilterra
- 1297 – Con la bolla pontificia In excelso throno, papa Bonifacio VIII scomunica i cardinali Giacomo e Pietro Colonna; lo stesso giorno i due ex-cardinali assieme a Jacopone da Todi e a due spirituali francescani firmano il cosiddetto Manifesto di Lunghezza, un duro atto d'accusa contro il papa
- 1497 – Amerigo Vespucci lascia Cadice per il suo primo viaggio nel Nuovo Mondo
- 1503 – Cristoforo Colombo scopre le Isole Cayman e le battezza Las Tortugas a causa delle numerose tartarughe marine che vi sono presenti
- 1534 – Jacques Cartier scopre Terranova
- 1752 – Benjamin Franklin effettua il primo esperimento di funzionamento del parafulmine
- 1768 – John Wilkes viene imprigionato per aver scritto un articolo per il North Briton che critica pesantemente Giorgio III; l'arresto viene giudicato da molti ingiusto e provoca delle rivolte a Londra
- 1774 – Luigi XVI diventa re di Francia
- 1796 – Prima coalizione: Napoleone Bonaparte ottiene una vittoria decisiva al ponte di Lodi sul fiume Adda contro le forze austriache, che perdono circa 2000 uomini
- 1801 – I pirati barbareschi dichiarano guerra agli Stati Uniti d'America
- 1837 – Panico del 1837: le banche di New York falliscono e la disoccupazione raggiunge livelli da record
- 1857 – In India, Rivolta dei Sepoy contro l'esercito britannico
- 1865 – Jefferson Davis, presidente degli Stati Confederati d'America, viene catturato dalle truppe degli USA vicino a Irwinville (Georgia)
- 1869 – La Prima Ferrovia Transcontinentale, che collega gli Stati Uniti occidentali a quelli orientali, viene completata a Promontory Summit, Utah
- 1872 – Victoria Woodhull diventa la prima donna candidata alla presidenza degli USA
- 1877 – La Romania si dichiara indipendente dall'Impero ottomano; il riconoscimento ufficiale avverrà il 26 marzo 1881, dopo la fine della guerra d'indipendenza rumena
- 1906 – Nel Palazzo di Tauride a San Pietroburgo si tiene la prima riunione della Duma, il nuovo parlamento dell'Impero russo
- 1908 – Viene celebrata per la prima volta la Festa della mamma
- 1924 – J. Edgar Hoover viene nominato capo dell'FBI
- 1933 – A partire da questo giorno, in varie città[1] della Germania i nazisti inscenano in pubblico i Bücherverbrennungen, ovvero incendi di libri cosiddetti "anti-tedeschi"
- 1940
  - Seconda guerra mondiale: la Germania inizia la Campagna di Francia invadendo il Belgio, i Paesi Bassi e il Lussemburgo
  - Seconda guerra mondiale: Winston Churchill viene nominato primo ministro del Regno Unito e inizia l'Operazione Fork, l'invasione dell'Islanda da parte delle forze britanniche
- 1941
  - Seconda guerra mondiale: la Camera dei comuni del Regno Unito viene distrutta da un raid aereo della Luftwaffe
  - Seconda guerra mondiale: inizia la battaglia di Gondar
  - Seconda guerra mondiale: Rudolf Hess si paracaduta in Scozia sostenendo di essere in missione di pace
- 1960 – Il sottomarino nucleare USS Nautilus (SSN-571) completa la prima circumnavigazione subacquea della Terra
- 1963 – Su segnalazione del componente dei Beatles George Harrison, la Decca stipula un contratto con il gruppo rock dei Rolling Stones
- 1967 – Con l'accusa di uso di stupefacenti vengono arrestati Keith Richards, Brian Jones e Mick Jagger dei Rolling Stones
- 1971 – Johnny Moss vince l'evento principale delle World Series of Poker, riconfermandosi per la seconda volta consecutiva campione del mondo di poker sportivo[2]
- 1979 – Gli Stati Federati di Micronesia ottengono l'autogoverno
- 1980 – Inizia in Giappone la commercializzazione del videogioco Pac-Man
- 1981 – François Mitterrand viene eletto presidente della Repubblica Francese, primo presidente socialista del Paese
- 1988 – Michel Rocard diventa primo ministro di Francia
- 1993 – Incendio della fabbrica di giocattoli Kader in Thailandia: si tratta del più grave incendio di sempre in uno stabilimento industriale, con un bilancio di 188 vittime e 469 feriti
- 1994
  - Lo Stato dell'Illinois giustizia il serial killer John Wayne Gacy per l'omicidio di 33 persone
  - Nelson Mandela viene eletto presidente del Sudafrica
  - Silvio Berlusconi forma il suo primo governo
- 1996 - Tragedia dell'Everest del 1996: durante una scalata, una bufera colpisce un gruppo di alpinisti, uccidendone otto
- 1997 – Un terremoto nei pressi di Ardekul nell'Iran nord-occidentale causa almeno 2400 vittime
- 1998 – Nascono a Fiuggi i Socialisti Democratici Italiani
- 2001 - Nel Ghana muoiono oltre 120 persone nella calca durante una partita di calcio
- 2002 – L'agente dell'FBI Robert Hanssen viene condannato all'ergastolo per aver venduto notizie segrete a Mosca in cambio di denaro e diamanti
- 2006 – Giorgio Napolitano viene eletto presidente della Repubblica Italiana, è il primo presidente già esponente del Partito Comunista Italiano
- 2007 – Il primo ministro britannico Tony Blair annuncia le proprie dimissioni dalla guida del governo
- 2018 – Mahathir Mohamad giura come primo ministro della Malaysia

## Nati
Ci sono circa 1 310 voci su persone nate il 10 maggio; vedi la pagina Nati il 10 maggio per un elenco descrittivo o la categoria Nati il 10 maggio per un indice alfabetico.

## Morti
Ci sono circa 500 voci su persone morte il 10 maggio; vedi la pagina Morti il 10 maggio per un elenco descrittivo o la categoria Morti il 10 maggio per un indice alfabetico.

## Feste e ricorrenze

### Civili
Internazionali:
- Giornata mondiale contro i Lupus

Europee:
- European Clean-Up Day: Giornata europea della pulizia dei rifiuti[3]

### Religiose
Cristianesimo:
- San Giovanni d'Avila, sacerdote e dottore della Chiesa
- Santi Alfio, Cirino e Filadelfo, martiri
- Sant'Amalario Fortunato, vescovo di Treviri
- Sant'Antonino Pierozzi, vescovo
- San Calepodio, martire
- San Cataldo, vescovo
- San Comgall di Bangor, abate
- San Dioscoride di Smirne
- San Frodoino, abate
- San Giobbe
- Santi Gordiano ed Epimaco, martiri
- San Guglielmo di Pontoise, sacerdote
- Sant'Isidora di Tabenna, vergine in Egitto
- San Miro di Canzo, eremita
- Santi Quarto e Quinto, martiri di Roma
- Santa Solangia, vergine e martire
- Beato Antonio da Norcia, francescano
- Beata Beatrice I d'Este, monaca benedettina
- Beato Enrico Rebuschini, sacerdote camilliano
- Beato Giusto Santgelp, mercedario
- Beato Ivan Merz, laico della Croazia
- Beato Niccolò Albergati, vescovo